# Stomatorhinus microps
Stomatorhinus microps är en fiskart som beskrevs av Boulenger, 1898. Stomatorhinus microps ingår i släktet Stomatorhinus och familjen Mormyridae. IUCN kategoriserar arten globalt som sårbar. Inga underarter finns listade i Catalogue of Life.